# Гилязова, Сабина Альбертовна
Сабина Альбертовна Гилязова (род. 30 сентября 1994, Катав-Ивановск, Челябинская область) — российская дзюдоистка, двукратная чемпионка России (2022, 2024), бронзовый призёр чемпионатов Европы, мастер спорта России международного класса.

## Биография
Родилась Сабина Гилязова 30 сентября 1994 года в Катав-Ивановске, Челябинской области.Дзюдо начала заниматься в местной спортивной школе у тренера Александра Щенова. Тренируется в Челябинске в региональном учебном центре олимпийской подготовки.
Является серебряным призером первенства Европы среди юниоров. В 2016 году становилась призёром этапов Кубка Европы среди молодежи: серебро в Венгрии, в Каунасе и в Румынии, бронза в Австрии в весовой категории до 44 кг.
В 2016 году стала бронзовым призёром чемпионата России в категории до 48 кг. В этом же году стала победителем первенства России по дзюдо среди молодежи.
В 2017 году стала бронзовым призером международного турнира Гран-при в турецкой Анталии. Бронзовый призер международного турнира «Большой шлем» 2016 года.
На турнире Большого шлема в немецком Дюссельдорфе, в 2021 году, завоевала бронзовую медаль. В апреле 2021 года на чемпионате Европы в португальской столице Лиссабоне, Сабина, в весовой категории до 48 кг, смогла дойти до поединка за 3-е место, где победила словенскую спортсменку Марусю Стангар и стала обладателем бронзовой медали взрослого чемпионата Европы. 
В 2022 выполнила норматив мастера спорта России международного класса по дзюдо. Участница чемпионата мира по дзюдо 2023. В марте 2024 года Сабина выиграла турнир «Большого Шлема» в Ташкенте.
В октябре 2024 года во второй раз выиграла чемпионат страны в весе до 48 кг.

## Достижения
- 2021, 2023 Чемпионат Европы — ;
- 2022, 2024 Чемпионат России — ;
- 2016 Чемпионат России — ;
- 2016 «Большой Шлем» (Тюмень) — ;
- 2017 «Большой Шлем» (Екатеринбург) — ;
- 2020 «Большой Шлем» (Дюссельдорф) — ;
- 2023 «Большой Шлем» (Улан-Батор) — ;
- 2023 «Большой Шлем» (Баку) — ;
- 2024 «Большой Шлем» (Ташкент) — ;

## Личная жизнь
Проживает в Челябинске. 